# Liste der Bodendenkmäler in Gremsdorf
Auf dieser Seite sind die Bodendenkmäler in der mittelfränkischen Gemeinde Gremsdorf zusammengestellt. Diese Tabelle ist eine Teilliste der Liste der Bodendenkmäler in Bayern. Grundlage ist die Bayerische Denkmalliste, die auf Basis des Bayerischen Denkmalschutzgesetzes vom 1. Oktober 1973 erstmals erstellt wurde und seither durch das Bayerische Landesamt für Denkmalpflege geführt wird. Die folgenden Angaben ersetzen nicht die rechtsverbindliche Auskunft der Denkmalschutzbehörde.

## Bodendenkmäler in Gremsdorf
| Lage                              | Objekt | Akten-Nr.     | Bild |
| --------------------------------- | --- | ------------- | ---- |
| Höchstadt an der Aisch (Standort) | Freilandstation des Mesolithikums, Siedlung der Bronze-, Urnenfelder-, Hallstatt- und späten Latène- sowie der römischen Kaiserzeit. | D-5-6230-0072 |      |
| Gremsdorf (Standort)              | Siedlung der Metallzeiten, darunter der späten Hallstatt- und der frühen Latènezeit. | D-5-6231-0063 |      |
| Gremsdorf (Standort)              | Freilandstation des Mittel- und Jungpaläolithikums sowie des Mesolithikums, Siedlung des Neolithikums, Siedlung der mittleren und späten Bronze- sowie der Urnenfelderzeit, ferner der Eisenzeiten, außerdem Bestattungsplatz vorgeschichtlicher Zeitstellung. | D-5-6231-0064 |      |
| Höchstadt an der Aisch (Standort) | Freilandstation des Mesolithikums, Siedlung vorgeschichtlicher Zeitstellung, darunter des Neolithikums und der Latènezeit, ferner Siedlung der römischen Kaiserzeit.                                                                                           | D-5-6231-0092 |      |
| Adelsdorf (Standort)              | Siedlung des Neolithikums. | D-5-6231-0095 |      |
| Gremsdorf (Standort)              | Siedlung vorgeschichtlicher Zeitstellung. | D-5-6331-0069 |      |
| Gremsdorf (Standort)              | Freilandstation des Spätpaläolithikums bzw. des Mesolithikums, ferner Siedlung vorgeschichtlicher Zeitstellung, darunter des Spät- und Endneolithikums. | D-5-6331-0072 |      |
| Gremsdorf (Standort)              | Burgstall des späten Mittelalters und der frühen Neuzeit. | D-5-6331-0083 |      |
| Gremsdorf (Standort)              | Mittelalterliche und frühneuzeitliche Befunde im Bereich der Kath. Pfarrkirche St. Aegidius in Gremsdorf. | D-5-6331-0086 |      |
| Gremsdorf (Standort)              | Freilandstation des Mesolithikums, Siedlung vorgeschichtlicher Zeitstellung, darunter der Metallzeiten. | D-5-6331-0120 |      |
| Gremsdorf (Standort)              | Siedlung vorgeschichtlicher Zeitstellung. | D-5-6331-0121 |      |